# Björkesjön (Öreryds socken, Småland)
Björkesjön är en sjö i Gislaveds kommun i Småland och ingår i Nissans huvudavrinningsområde.